# Chile i olympiska sommarspelen 2004
Chile i olympiska sommarspelen 2004 bestod av 22 idrottare som blivit uttagna av Chiles olympiska kommitté.

## Bordtennis
| Idrottare                          | Gren       | Omgång 1                | Omgång 2                    | Omgång 3             | Omgång 4             | Kvartsfinaler        | Semifinaler          | Final                |                  |
| Idrottare                          | Gren       | Motståndare Resultat    | Motståndare Resultat        | Motståndare Resultat | Motståndare Resultat | Motståndare Resultat | Motståndare Resultat | Motståndare Resultat |                  |
| ---------------------------------- | ---------- | ----------------------- | --------------------------- | -------------------- | -------------------- | -------------------- | -------------------- | -------------------- | ---------------- |
| Berta Rodríguez                    | Damsingel  | Oshonaike (NGR) L 0-4   | Gick inte vidare            | Gick inte vidare     | Gick inte vidare     | Gick inte vidare     | Gick inte vidare     | Gick inte vidare     | Gick inte vidare |
| Berta Rodríguez Maria Paulina Vega | Damdubbel  | Perez/Ramos (VEN) L 3-4 | Gick inte vidare            | Gick inte vidare     | Gick inte vidare     | Gick inte vidare     | Gick inte vidare     | Gick inte vidare     | Gick inte vidare |
| Juan Papic                         | Herrsingel | Lupulesku (USA) L 0-4   | Gick inte vidare            | Gick inte vidare     | Gick inte vidare     | Gick inte vidare     | Gick inte vidare     | Gick inte vidare     | Gick inte vidare |
| Juan Papic Alejandro Rodriguez     | Herrdubbel | i.u.                    | Akinlabi/Nosiru (NGR) L 1-4 | Gick inte vidare     | Gick inte vidare     | Gick inte vidare     | Gick inte vidare     | Gick inte vidare     | Gick inte vidare |

## Cykling

### Mountainbike
| Idrottare       | Gren                  | Tid     | Placering |
| --------------- | --------------------- | ------- | --------- |
| Cristobal Silva | Herrarnas terränglopp | -1 varv | 40        |

### Landsväg
Herrar
| Idrottare         | Gren                | Tid | Placering |
| ----------------- | ------------------- | --- | --------- |
| Marcelo Arriagada | Herrarnas tempolopp | DNF | x         |

### Bana
Poänglopp
| Marco Arriagada | Herrarnas poänglopp | i.u. | i.u. | i.u. | i.u. | 25 Points 1 Extra Lap | 11 |

## Friidrott
Herrar
Fältgrenar och tiokamp
| Idrottare           | Gren        | Kval     | Kval      | Final            | Final            |
| Idrottare           | Gren        | Resultat | Placering | Resultat         | Placering        |
| ------------------- | ----------- | -------- | --------- | ---------------- | ---------------- |
| Marco Antonio Verni | Kulstötning | NM       | x         | Gick inte vidare | Gick inte vidare |

Damer
Bana, maraton och gång
| Idrottare     | Gren    | Heat     | Heat      | Kvartsfinal | Kvartsfinal | Semifinal | Semifinal | Final    | Final     |
| Idrottare     | Gren    | Resultat | Placering | Resultat    | Placering   | Resultat  | Placering | Resultat | Placering |
| ------------- | ------- | -------- | --------- | ----------- | ----------- | --------- | --------- | -------- | --------- |
| Érika Olivera | Maraton | i.u.     | i.u.      | i.u.        | i.u.        | i.u.      | i.u.      | 2:57:14  | 58        |

Fältgrenar och sjukamp
| Idrottare       | Gren     | Kval     | Kval      | Final            | Final            |
| Idrottare       | Gren     | Resultat | Placering | Resultat         | Placering        |
| --------------- | -------- | -------- | --------- | ---------------- | ---------------- |
| Carolina Torres | Stavhopp | 4.00     | 33        | Gick inte vidare | Gick inte vidare |

## Fäktning
Herrar
| Paris Inostroza | Värja | BYE | Thompson (USA) L 12-13 | Gick inte vidare | Gick inte vidare | Gick inte vidare | Gick inte vidare | Gick inte vidare |

## Judo
Herrar
| Idrottare    | Gren                | Sextondelsfinal         | Åttondelsfinal       | Kvartsfinal          | Semifinal            | Återkval             | Final                | Final            |
| Idrottare    | Gren                | Motståndare Resultat    | Motståndare Resultat | Motståndare Resultat | Motståndare Resultat | Motståndare Resultat | Motståndare Resultat | Placering        |
| ------------ | ------------------- | ----------------------- | -------------------- | -------------------- | -------------------- | -------------------- | -------------------- | ---------------- |
| Gabriel Lama | Mellanvikt (-90 kg) | Olson (USA) L 0001-0120 | Gick inte vidare     | Gick inte vidare     | Gick inte vidare     | Gick inte vidare     | Gick inte vidare     | Gick inte vidare |

## Kanotsport
Sprint
| Kanotist         | Gren                 | Heat     | Heat      | Semifinal | Semifinal | Final            | Final            |
| Kanotist         | Gren                 | Tid      | Placering | Tid       | Placering | Tid              | Placering        |
| ---------------- | -------------------- | -------- | --------- | --------- | --------- | ---------------- | ---------------- |
| Johnnathan Tafra | Herrarnas C-1 1000 m | 4:04.402 | 5 QS      | 4:22.644  | 8         | Gick inte vidare | Gick inte vidare |

## Rodd
Herrar
| Idrottare     | Gren          | Heat    | Heat      | Återkval | Återkval  | Semifinal | Semifinal | Final   | Final     | Final |
| Idrottare     | Gren          | Tid     | Placering | Tid      | Placering | Tid       | Placering | Tid     | Placering |       |
| ------------- | ------------- | ------- | --------- | -------- | --------- | --------- | --------- | ------- | --------- | ----- |
| Óscar Vásquez | Singelsculler | 7:38,04 | 5 R       | 7:06,51  | 3 SD/E    | 7:27,11   | 2 FD      | 7:10,75 | 23        |       |

Damer
| Idrottare    | Gren          | Heat    | Heat      | Återkval | Återkval  | Semifinal | Semifinal | Final   | Final     | Final |
| Idrottare    | Gren          | Tid     | Placering | Tid      | Placering | Tid       | Placering | Tid     | Placering |       |
| ------------ | ------------- | ------- | --------- | -------- | --------- | --------- | --------- | ------- | --------- | ----- |
| Soraya Jadué | Singelsculler | 7:58,28 | 3 R       | 7:37,60  | 2 SA/B    | 8:16,21   | 6 FB      | 7:42,76 | 11        |       |

## Segling
Öppen
| Seglare          | Gren  | Lopp | Lopp | Lopp | Lopp | Lopp | Lopp | Lopp | Lopp | Lopp | Lopp | Lopp | Summerad poäng | Finalplacering |
| Seglare          | Gren  | 1    | 2    | 3    | 4    | 5    | 6    | 7    | 8    | 9    | 10   | M*   | Summerad poäng | Finalplacering |
| ---------------- | ----- | ---- | ---- | ---- | ---- | ---- | ---- | ---- | ---- | ---- | ---- | ---- | -------------- | -------------- |
| Matías del Solar | Laser | 39   | 38   | 6    | 38   | 16   | 15   | 18   | 11   | 27   | 31   | 16   | 216            | 23             |

M = Medaljlopp; EL = Eliminerad – gick inte vidare till medaljloppet;

## Tennis
| Spelare                         | Gren       | Omgång 1                         | Omgång 2                            | Åttondelsfinaler                        | Kvartsfinaler                      | Semifinaler                            | Final / BM                                              | Final / BM |
| Spelare                         | Gren       | Motståndare Poäng                | Motståndare Poäng                   | Motståndare Poäng                       | Motståndare Poäng                  | Motståndare Poäng                      | Motståndare Poäng                                       | Placering  |
| ------------------------------- | ---------- | -------------------------------- | ----------------------------------- | --------------------------------------- | ---------------------------------- | -------------------------------------- | ------------------------------------------------------- | ---------- |
| Fernando González               | Herrsingel | Economidis (GRE) W 7–6(8–6), 6–2 | Lee H-T (KOR) W 7–5, 6–2            | Roddick (USA) W 6–4, 6–4                | Grosjean (FRA) W 6–2, 2–6, 6–4     | Fish (USA) L 6–3, 3–6, 4–6             | Dent (USA) W 6–4, 2–6, 16–14                            | 3          |
| Nicolas Massú                   | Herrsingel | Kuerten (BRA) W 6–3, 5–7, 6–4    | Spadea (USA) W 7–6(7–3), 6–2        | Andreev (RUS) W 6–3, 6–7(4–7), 6–4      | Moyà (ESP) W 6–2, 7–5              | Dent (USA) W 7–6(7–5), 6–1             | Fish (USA) W 6–3, 3–6, 2–6, 6–3, 6–4                    | 1          |
| Fernando González Nicolas Massú | Herrdubbel | i.u.                             | Knowles / Merklein (BAH) W 7–5, 6–4 | Etlis / Rodríguez (ARG) W 6–3, 7–6(7–2) | B Bryan / M Bryan (USA) W 7–5, 6–4 | Ančić / Ljubičić (CRO) W 7–5, 4–6, 6–4 | Kiefer / Schüttler (GER) W 6–2, 4–6, 3–6, 7–6(9–7), 6–4 | 1          |